# IK Start
Maillots
Dernière mise à jour : 30 novembre 2024.
Le IK Start est un club norvégien de football basé à Kristiansand en Norvège.

## Histoire
Basé à Kristiansand en Norvège, l'IK Start est fondé le 19 septembre 1905.
Le club est sacré pour la première fois champion de Norvège lors de la saison 1978.
Terminant 13e et avant-dernier lors de la saison 2007, l'IK Strat retrouve la deuxième division.
L'IK Strat termine champion de deuxième division à l'issue de la saison 2012 et retrouve l'élite du football norvégien lors de la 2013. Après plusieurs saisons en première division, Start frôle la relégation lors de la saison 2015 en terminant quatorzième mais n'y échappe pas la saison suivante, le club terminant dernier en 2016.
Le club ne reste qu'une saison en deuxième division, validant sa promotion en octobre 2017 mais est de nouveau relégué lors de la saison 2018 (le club termine à la 15e et avant-dernière place).
Start ne reste encore une fois qu'une année au deuxième échelon, le club étant promu en première division à l'issue de la saison 2019, terminant troisième du championnat pour ensuite accéder à la promotion par un match de barrage. Toutefois, le club ne parvient toujours pas à se maintenir. Terminant 15e et avant-dernier du championnat en 2020, Start retrouve l'échelon inférieur au bout d'un an.

## Dates clés
- 1905 : fondation du club
- 1974 : 1re participation à une Coupe d'Europe (C3, saison 1974/1975)
- 1978 : 1er titre de Champion de Norvège (saison 1978)

## Bilan sportif

### Palmarès
- Championnat de Norvège (2)
  - Champion : 1978 et 1980
  - Vice-champion : 2005

- Championnat de Norvège de deuxième division (4)
  - Champion : 1968, 1972, 2004 et 2012

### Bilan européen
Note : dans les résultats ci-dessous, le score du club est toujours donné en premier.
| Saison    | Compétition               | Tour                | Club                | Domicile | Extérieur | Total               |
| --------- | ------------------------- | ------------------- | ------------------- | -------- | --------- | ------------------- |
| 1974-1975 | Coupe UEFA                | Premier tour        | Djurgårdens IF      | 1 - 2    | 0 - 5     | 1 - 7               |
| 1976-1977 | Coupe UEFA                | Premier tour        | Wacker Innsbruck    | 0 - 5    | 1 - 2     | 1 - 7               |
| 1977-1978 | Coupe UEFA                | Premier tour        | Fram Reykjavik      | 6 - 0    | 2 - 0     | 8 - 0               |
| 1977-1978 | Coupe UEFA                | Seizièmes de finale | Eintracht Brunswick | 1 - 0    | 0 - 4     | 1 - 4               |
| 1978-1979 | Coupe UEFA                | Premier tour        | Esbjerg fB          | 0 - 0    | 0 - 1     | 0 - 1               |
| 1979-1980 | Coupe des clubs champions | Seizièmes de finale | RC Strasbourg       | 1 - 2    | 0 - 4     | 1 - 6               |
| 1981-1982 | Coupe des clubs champions | Seizièmes de finale | AZ Alkmaar          | 1 - 3    | 0 - 1     | 1 - 4               |
| 2006-2007 | Coupe UEFA                | Premier tour Q      | Skála ÍF            | 3 - 0    | 1 - 0     | 4 - 0               |
| 2006-2007 | Coupe UEFA                | Deuxième tour Q     | Drogheda United     | 1 - 0    | 0 - 1     | 1 - 1 (11 - 10 tab) |
| 2006-2007 | Coupe UEFA                | Premier tour        | Ajax Amsterdam      | 2 - 5    | 0 - 4     | 2 - 9               |

Légende
- Victoire ou qualification pour le tour suivant
- Match nul
- Défaite ou élimination de la compétition

## Personnalités du club

### Anciens joueurs
- Christian Bolaños
- Tore André Dahlum
- Clarence Goodson
- Espen Hoff
- Kristofer Hæstad
- Atle Roar Håland
- Espen Johnsen
- Todi Jónsson
- Tommy Svindal Larsen
- Andreas Lund
- Pål Lydersen
- Svein Mathisen
- Dumitru Moraru
- Erik Mykland
- Frode Olsen
- Trond Pedersen
- Arve Seland
- Frank Strandli
- Aimey Zahui
- Fredrik Strømstad

## Identité visuelle

Ancien logo.
Logo actuel.